# Geghmaghan
Geghmaghan (armeniska: Գեղմաղան) är ett berg i Armenien. Det ligger i den centrala delen av landet, 30 kilometer öster om huvudstaden Jerevan. Toppen på Geghmaghan är 3 305 meter över havet, eller 187 meter över den omgivande terrängen. Bredden vid basen är 2,6 km.
Terrängen runt Geghmaghan är huvudsakligen kuperad, men västerut är den bergig. Närmaste större samhälle är Gandzak, 19,1 kilometer öster om Geghmaghan. 
Trakten runt Geghmaghan består i huvudsak av gräsmarker. Runt Geghmaghan är det ganska tätbefolkat, med 134 invånare per kvadratkilometer.